# Сантакрус, Марисоль
Марисоль Сантакрус (исп. Marisol Santacruz Bañuelos) (род. 17 февраля 1972, Мехико, Мексика) — известная мексиканская актриса-комик, телеведущая и фотомодель. Рост — 170 см.

## Биография
Родилась 17 февраля 1972 года в Мехико. Сначала работала в рекламных компаниях, а затем её заметили лучшие мексиканские режиссёры и с 1990 года дебютировала в мексиканском кинематографе и с тех пор снялась в 31 работе в кино и телесериалах. С того момента появилась мечта стать актрисой и она поступила сразу в два института Национальный институт изящных искусств и CEA. Телесериалы Маримар, Узы любви, В плену страсти, Личико ангела, Роза Гваделупе, Я твоя хозяйка и Как говорится оказались наиболее популярными с участием актрисы. Начиная с 2003 года стала телеведущей телепередачи Доброе утро. Начиная с 2012 года приняла участие в качестве фотомодели для съёмок в журнале Playboy. Была номинирована на премию TVyNovelas, однако она потерпела поражение.

## Личная жизнь
Марисоль Сантакрус вышла замуж и имеет сына Луиса Мигеля, который выступает в детской футбольной команде. Мечтает стать известным мексиканским футболистом.

## Фильмография
1
Свободны, чтобы любить (сериал, 2013)
Libre para amarte ... Alicia Palacio Robles
2
Два очага (сериал, 2011 – 2012)
Dos Hogares ... Mara de Lagos
3
Как говорится (сериал, 2011 – ...)
Como dice el dicho ... Alma
4
Я твоя хозяйка (сериал, 2010)
Soy tu dueña ... Cecilia Rangel de Villalba
5
Хамелеоны (сериал, 2009 – ...)
Camaleones ... Magdalena Orozco
6
Роза Гваделупе (сериал, 2008 – ...)
La rosa de Guadalupe ... Ingrid
7
Мятежники (сериал, 2004 – 2006)
Rebelde ... Lourdes de la Riva
8
Дом смеха (сериал, 2003 – 2005)
La casa de la risa ... Various
9
Моя любимая девочка (сериал, 2003)
Niña... amada mía ... Isabela Soriano
10
La banda del Antrax (2002)
... Jimena
11
Corazón de tequila (2000)
12
Личико ангела (сериал, 2000 – 2001)
Carita de ángel ... Angélica Valle de Larios
13
Мятежная душа (сериал, 1999)
Alma rebelde ... Laiza
14
Мне не забыть тебя (сериал, 1999)
Nunca te olvidaré ... Leticia
15
Aunque seas ajena (1998)
16
El corrido de Santa Amalia (1998)
17
Jóvenes amantes (1997)
18
В плену страсти (сериал, 1997)
Cañaveral de pasiones ... Gina Elizondo
19
Узы любви (сериал, 1995 – ...)
Lazos de amor ... Patricia
20
Маримар (сериал, 1994 – ...)
Marimar ... Monica
21
Волшебная молодость (сериал, 1992)
Mágica juventud ... Patricia (1992)
22
Американские горки (сериал, 1992)
Carrusel de las Américas ... Alejandra
23
Пойманная (сериал, 1991)
Atrapada ... Sonia
24
Дотянуться до звезды 2 (сериал, 1991)
Alcanzar una estrella II
25
Адская ловушка (1990)
Trampa infernal ... Carlota
26
Дотянуться до звезды (сериал, 1990)
Alcanzar una estrella
27
Женщина, случаи из реальной жизни (сериал, 1985 – ...)
Mujer, casos de la vida real ... Cecilia

### Камео
28
Сегодня ночью с Платанито (сериал, 2013 – ...)
Noches con Platanito ... гость
29
Большой Брат VIP: Мексика (сериал, 2002 – 2005)
Big Brother VIP: México
30
El gordo y la flaca (сериал, 1998 – 2011)
31
Проснись, Америка! (сериал, 1997 – ...)
¡Despierta América!